# Acanthopachylopsis
Genre
Synonymes
- Oxyrhina Soares, 1944 nec Agassiz, 1835
- Rhioxyna Soares & Bauab-Vianna, 1970

Acanthopachylopsis est un genre d'opilions laniatores de la famille des Gonyleptidae.

## Distribution
Les espèces de ce genre sont endémiques du Brésil. Elles se rencontrent dans les États de São Paulo et du Paraná.

## Liste des espèces
Selon World Catalogue of Opiliones (20/08/2021) :
- Acanthopachylopsis illecta (Soares & Bauab-Vianna, 1970)
- Acanthopachylopsis iporangae (Soares & Soares, 1945)
- Acanthopachylopsis spectabilis Soares & Soares, 1949
- Acanthopachylopsis unicornis (Soares & Bauab-Vianna, 1970)
- Acanthopachylopsis zoppeii (Soares, 1944)

## Publication originale
- Soares & Soares, 1949 : « Alguns opiliões do sul do Brasil. » Papeis Avulsos do Departamento de Zoologia, Secretaria da Agricultura, vol. 9, no , p. 47–60.